# Diagrapta laminata
Diagrapta laminata är en fjärilsart som beskrevs av Butler 1879. Diagrapta laminata ingår i släktet Diagrapta och familjen nattflyn. Inga underarter finns listade i Catalogue of Life.